# エル・オー・ヴィ・愛・N・G
『エル・オー・ヴィ・愛・N・G』は、1983年に公開された、東宝（株式会社東宝映画）の製作の映画である。監督は舛田利雄。田原俊彦主演第3弾。

## キャスト
- 立花協：田原俊彦
- 海童征人：近藤真彦
- 日夏蘭：多岐川裕美
- 吉沢 : 村井国夫
- 桂木英子：美保純
- 朝倉リラ：萬田久子
- 三島剛志：ケーシー高峰
- 佐藤清次郎：丹波哲郎
- 杉谷謙吉：小林桂樹
- 友永勇蔵：谷啓
- 中条弘：本田博太郎
- J・モリアニ：ポール・パンソナ
- 川添貢：富川澈夫
- 野間美根子：鈴木れい子
- 鳥居元也：曽雌達人
- 小城香織：吉田みどり
- 山根梓：麻丘あゆ美
- 小早川：林ゆたか
- 田部：山下洵一郎
- 昌江：津奈美里ん
- 前島：河合宏
- 人見：徳川政美
- 看守：谷村昌彦
- 女教師：小野みゆき
- 吉沢の情婦：八神康子

## スタッフ
- 監督：舛田利雄
- 製作：ジャニー喜多川、小倉斉
- 脚本：高田宏治
- 音楽：伊部晴美
- 撮影：西垣六郎
- 美術：育野重一
- 照明：粟木原毅
- 録音：宮内一男
- 振付：名倉加代子
- 編集：黒岩義民
- 助監督：岡田文亮
- スチール：石月美徳
- 技斗：宇仁貫三
- ファッションアドバイザー：森恵
- ファッションショー演出：江橋洋
- 撮影協力：網走市、東亜国内航空、スイス航空、近海郵船　ほか
- プロデューサー：野木勉

## 主題歌
- 田原俊彦「エル・オー・ヴイ・愛・N・G」発売元 - キャニオンレコード

## 挿入歌
- 田原俊彦「カフェバー物語」

## 興行成績
1984年の正月興行は、松竹『男はつらいよ 口笛を吹く寅次郎』／『喜劇 家族同盟』は圧倒的で、東映『唐獅子株式会社』／『ドラゴン特攻隊』／『序の舞』（一本立て）は微妙な入りだったが、日活『女猫』／『奥様はお固いのがお好き』が健闘し、ジャニーズ事務所の人気スターを看板に立てた本作と『あいつとララバイ』の二本立ては閑古鳥が鳴いた。これにメリー喜多川ジャニーズ事務所副社長が逆上し、日頃太いパイプを通じているテレビや新聞、雑誌関係者に正月明け早々から「あなたたちがちゃんと宣伝しないからよ！」と怒鳴りまくり、"女ドン"のヒ〇テリーに親ジャニーズの面々から「あんな訳の分からない題名を付ける方が悪いよ」と心の中で反論した。また東宝もこの結果を見て、1984年のお盆興行では田原俊彦を降ろし、非ジャニーズの堤大二郎の起用を決めた。『噂の眞相』は「あまり横暴が過ぎるとジャニーズもナベプロと同じ転落の道をたどりかねない」と書いた。

## ビデオ
- 時間：110分
- 発売元：アテナ映像
- 販売元：DSK

## 同時上映
- 『あいつとララバイ』
  - 主演：少年隊（錦織一清、東山紀之、植草克秀）
  - 出演：秋吉久美子、三原順子、麻生祐未、渡辺千秋、森次晃嗣、麻丘あゆ美、篠田三郎、坂上二郎
  - 監督：井上梅次